# Calliphoridae
Calliphoridae è una famiglia di ditteri che comprende numerose specie di "mosconi", responsabili di miasi nell'uomo e negli animali.
Molte delle specie della famiglia allo stadio adulto hanno colori vivaci, con riflessi blu-verdi metallici e volo rumoroso; le femmine adulte depongono le uova nei tessuti animali viventi, specie in corrispondenza di piaghe o ferite, e nelle carcasse in decomposizione. Le miasi da Calliphoridae sono particolarmente importanti tra gli ovini, di cui possono danneggiare il vello e provocarne la caduta. Alcune specie sono in grado di lesionare anche la cute integra, aprendo la strada ad infestazioni secondarie.

## Generi
- Abago Grunin, 1966[2]
- Amenia Robineau-Desvoidy, 1830
- Angioneura Brauer & Bergenstamm, 1893[3]
- Apaulina Hall, 1948[4]
- Cynomya Robineau-Desvoidy, 1830
- Aphyssura Hardy, 1940[5]
- Auchmeromyia Brauer & Bergenstamm, 1891[6]
- Bellardia Robineau-Desvoidy, 1863
- Bengalia Robineau-Desvoidy, 1830
- Booponus Aldrich, 1923[7]
- Borbororhinia Townsend, 1917
- Boreellus Aldrich & Shannon, 1923
- Caiusa Surcouf, 1920[8]
- Calliphora Robineau-Desvoidy, 1830
- Callitroga Hall, 1948[4]
- Catapicephala Macquart, 1851[9]
- Chloroprocta Wulp, 1896
- Chrysomya Robineau-Desvoidy, 1830
- Cochliomyia Townsend, 1915[10]
- Compsomyiops Townsend, 1918[11]
- Cordylobia Gruenberg, 1903
- Cosmina Robineau-Desvoidy, 1830
- Cyanus Hall, 1948[4]
- Dexopollenia Townsend, 1917[12]
- Dyscritomyia Grimshaw, 1901[13]
- Eggisops Róndani, 1862
- Eucalliphora Townsend, 1908[14]
- Eumesembrinella Townsend, 1931[15]
- Eurychaeta Brauer & Bergenstamm, 1891[6]
- Euphumosia Malloch, 1926[16]
- Hemilucilia Brauer, 1895[17]
- Hemipyrellia Townsend, 1918[11]
- Idiella Brauer & Bergenstamm, 1889[18]
- Isomyia Walker, 1926[19]
- Lucilia Robineau-Desvoidy, 1830
- Melanodexia Williston, 1893[20]
- Melanomya Róndani, 1856
- Melinda Robineau-Desvoidy, 1830
- Mesembrinella Giglio-Tos, 1893[21]
- Morinia Robineau-Desvoidy, 1830
- Mufetiella Villeneuve, 1933[22]
- Nesodexia Villeneuve, 1911[23]
- Neta Shannon, 1926[24]
- Onesia Robineau-Desvoidy, 1830
- Opsodexia Townsend, 1915[10]
- Pachychoeromyia Villeneuve, 1920[25]
- Paralucilia Brauer & Bergenstamm, 1891[6]
- Paramenia Brauer & Bergenstamm, 1889[18]
- Paraplatytropesa Crosskey, 1965[26]
- Phormia Robineau-Desvoidy, 1830
- Phumosia Robineau-Desvoidy, 1830
- Platytropesa Macquart, 1851[9]
- Pollenia Fabricius, 1794
- Polleniopsis Townsend, 1917[12]
- Prosthetosoma Silvestri, 1920[27]
- Protocalliphora Hough, 1899[28]
- Protophormia Townsend, 1908[14]
- Ptilonesia Bezzi, 1927[29]
- Rhinia Robineau-Desvoidy, 1830
- Rhynchoestrus Séguy, 1926[30]
- Rhyncomya Robineau-Desvoidy, 1830
- Sarconesia Bigot, 1857[31]
- Silbomyia Macquart, 1843[32]
- Stegosoma Loew, 1863[33]
- Stilbomyella Malloch, 1935[34]
- Stomorhina Róndani, 1861[35]
- Toxotarsus Macquart, 1851[9]
- Triceratopyga Rohdendorf, 1931[36]
- Trichoberia Townsend, 1933[37]
- Tricyclea Wulp, 1885[38]
- TricycleopsisVilleneuve, 1927[39]
- Trypocalliphora Peus, 1960[40]
- Villeneuviella Austen, 1914[41]
- Xenocalliphora Malloch, 1924[42]